# 小行星9629
小行星9629（英語：9629 Servet）是一颗围绕太阳公转的小行星。1993年8月15日，天文学家艾瑞克·怀特·埃尔斯特在科索尔发现了此天体。
这颗小行星的绝对星等为96.57585464519606等。